# Église Sainte-Colette des Buttes-Chaumont
Pour les articles homonymes, voir Buttes Chaumont.
L’église Sainte-Colette des Buttes-Chaumont est une église paroissiale de l’Église catholique située allée Darius-Milhaud dans le 19e arrondissement de Paris en France.
Située au rez-de-chaussée d'un immeuble d'habitation près du parc des Buttes-Chaumont duquel elle tient son nom, elle a été construite en 1992 par les architectes Thaddée et Yolande Nowak.

Vue latérale de l’église.

### Articles liés
- Liste des édifices religieux de Paris
- Archidiocèse de Paris